# 静岡大学教育学部附属静岡小学校
静岡大学教育学部附属静岡小学校（しずおかだいがくきょういくがくぶふぞくしずおかしょうがっこう、英語:Fuzoku SHIZUOKA elementary school、通称「附属小」あるいは「静小」）は、静岡市葵区駿府町にある国立大学附属学校（小学校）。静岡大学教育学部附属小学校である2校のうちの一つ。

## 概要
- 国立大学附属学校として、教育研究と教育実習を目的とした運営がなされている。
- 入学希望者には選抜試験を課す。
- 教育目標は「自らをきりひらく子」であり、重点目標は「聞き合い　話し合い　高め合う子」である。

## クラス
計3組あり、運動会では、1組は赤組、2組は青組、3組は黄組と色分けされる。
１年生と６年生、２年生と５年生、３年生と４年生の同じ組はそれぞれ「相棒」として活動を行う。

## 沿革
- 1876年11月 静岡師範学校附属小学校として開校。
- 1920年8月　第1回全国少年野球優勝大会に出場し準決勝で敗退。
- 1941年4月　静岡師範学校附属国民学校と改称
- 1943年4月　静岡師範学校が官立へ移管、名称が静岡第一師範学校附属国民学校となり、静岡県女子師範学校附属国民学校と合併する。
- 1947年　静岡第一師範学校附属小学校に改称
- 1949年5月　静岡大学静岡第一師範学校附属小学校に改称
- 1951年3月　静岡大学教育学部附属静岡小学校に改称
- 1956年5月1日 鉄筋校舎完成
- 1969年3月31日 体育館完成
- 1969年6月1日 校旗・校歌制定
- 1980年3月31日 プール完成
- 1988年 あさぎり新山荘完成
- 2004年4月　国立大学法人化
- 2013年　校舎改装

## 交通アクセス
- JR静岡駅から徒歩12分
- 静岡鉄道新静岡駅から徒歩6分
- しずてつジャストライン「県庁・静岡市役所葵区役所」バス停より徒歩5分

## 出身者
- 静岡師範学校附属小学校
  - 木村昌福（海軍中将、キスカ島撤退作戦）
  - 芹沢銈介（染色工芸科・デザイナー）
  - 福島鐐（野球選手・第12回全国中等学校優勝野球大会静岡中学全国優勝主将～慶応義塾大学野球部在学中病死）捕手
  - 国友正一（野球選手・静岡中学全国優勝メンバー～立教大学～プロ野球セントラル・リーグ審判）一塁手
- 静岡大学教育学部附属静岡小学校
  - 板倉光隆（俳優・声優）
  - 金原千恵子（ヴァイオリニスト）
  - 倉田哲郎  (元政治家)
  - 牧野聖修（政治家）